# Rory Gibbs
Rory Gibbs (3 aprile 1994) è un canottiere britannico.

## Biografia
Si è laureato campione europeo nei quattro senza agli europei di Lucerna 2019, gareggiando con i connazionali Oliver Cook, Matthew Rossiter e Sholto Carnegie.
Ai mondiali di Linz-Ottensheim 2019 ha vinto la medaglia di bronzo, sempre nella specialità quattro senza, con Matthew Rossiter, Oliver Cook e Sholto Carnegie.

## Palmarès
- Giochi olimpici

Parigi 2024: oro nell'otto.
- Campionati del mondo di canottaggio

Linz-Ottensheim 2019: oro nel quattro senza.
- Campionati europei di canottaggio

Lucerna 2019: bronzo nel quattro senza.